# Cusco Fútbol Club
Maillots
Actualités
Le Cusco Fútbol Club, est un club péruvien de football situé à Cuzco.

## Histoire
Fondé le 16 juillet 2009 sous le nom d'Asociación Civil Real Atlético Garcilaso, il accède en 1re division moins de trois ans plus tard à la faveur de sa victoire lors de la finale de la Copa Perú 2011.
Pour sa première saison en D1, le club déjoue les pronostics et se hisse en finale du championnat, qu'il perd face au Sporting Cristal sur le score de 0-1 tant à l'aller qu'au retour. Bis repetita lors de la saison 2013, lorsque le club dispute à nouveau la finale du championnat, perdue cette fois-ci aux mains de l'Universitario de Deportes : 3-2, 0-3 puis 1-1 (4-5)tab. 
Deux fois finaliste du championnat du Pérou, le Real Garcilaso a l'occasion d'enchaîner deux participations consécutives en Copa Libertadores. En effet, pour sa première participation en 2013, il crée la sensation et avance jusqu'en quarts de finale, avant de succomber contre le club colombien de Santa Fe (1-3, 0-2). Cette réussite lui vaut d'ailleurs d'être considéré par l'IFFHS comme le meilleur club péruvien de l'année civile 2013. En Copa Libertadores 2014, en revanche, il est éliminé dès la phase de groupes. 
Deux ans plus tard, il joue la Copa Sudamericana 2016 (2e tour) avant de retrouver la Copa Libertadores en 2018 (phase de groupes) et 2019 (1er tour préliminaire).
Le 23 décembre 2019, le Real Garcilaso adopte officiellement le nom de Cusco Fútbol Club. L'année 2020 est marquée par une grande instabilité sur le banc des entraîneurs, puisque le Cusco FC voit passer pas moins de trois techniciens à la tête du club (Javier Arce - parti après une élimination au 1er tour de la Copa Sudamericana 2020 - Carlos Ramacciotti par deux fois et Francisco Melgar).
La saison 2021 s'avère aussi compliquée et le Cusco FC se sauve à la dernière journée. Néanmoins le 20 janvier 2022, une résolution du Tribunal arbitral du sport (TAS) modifie le classement général du championnat 2021 de sorte que le Cusco FC, qui se voit retirer deux points, est relégué en 2e division. Néanmoins son séjour en division inférieure est de courte durée puisque le club remporte l'édition 2022 du championnat de 2e division et assure son retour au sein de l'élite à partir de 2023.
Grand artisan de la remontée du club en 1re division péruvienne, l'entraîneur uruguayen Pablo Peirano est démis de ses fonctions le 18 septembre 2023.

## Résultats sportifs

### Palmarès
| Compétitions nationales | Compétitions régionales                                 |
| - Championnat du Pérou : - Vice-champion : 2012, 2013 et 2017. - Championnat du Pérou D2 (1) : - Champion : 2022. - Copa Perú (1) : - Vainqueur : 2011. | - Ligue de la région de Cuzco (1) : - Vainqueur : 2010. |

### Bilan et records
| - Saisons au sein du championnat du Pérou : 12 (2012-2021 / 2023-). - Saisons au sein du championnat du Pérou D2 : 1 (2022). - Saisons au sein de la Copa Perú : 3 (2009-2011). - Plus large victoire obtenue en compétition officielle : - Real Garcilaso 15:1 Social Condemayta (Copa Perú 2010). - Real Garcilaso 14:0 Deportivo Maldonado (Copa Perú 2011). - Plus large défaite concédée en compétition officielle : - Defensor La Bocana 5:0 Real Garcilaso (championnat 2016). | - Copa Libertadores : 4 participations (2013, 2014, 2018, 2019). - Copa Sudamericana : 2 participations (2016, 2020). - Plus large victoire obtenue en compétition officielle : - Real Garcilaso 5:1 Cerro Porteño (Copa Libertadores 2013). - Plus large défaite concédée en compétition officielle : - Nacional 4:0 Real Garcilaso (Copa Libertadores 2018). |

## Personnalités historiques du club

### Joueurs

#### Effectif actuel (2023)
Source consultée : Fútbolperuano.com.
| N° | Nat.                 | Poste | Nom du joueur    |
| -- | -------------------- | ----- | ---------------- |
|    | Drapeau du Pérou     | G     | Daniel Ferreyra  |
|    | Drapeau du Pérou     | G     | Eder Hermoza     |
|    | Drapeau du Pérou     | G     | Hairo Camacho    |
|    | Drapeau du Pérou     | D     | Anthony Gordillo |
|    | Drapeau du Pérou     | D     | Alonso Yovera    |
|    | Drapeau de l'Uruguay | D     | Federico Alonso  |
|    | Drapeau du Pérou     | D     | Jhonatan Bilbao  |
|    | Drapeau du Pérou     | D     | Nelinho Quina    |
|    | Drapeau du Pérou     | D     | Josué Estrada    |
|    | Drapeau du Pérou     | M     | Gerson Barreto   |
|    | Drapeau du Pérou     | M     | Carlos Uribe     |

| No. | Nat.                 | Position | Nom du joueur     |
| --- | -------------------- | -------- | ----------------- |
|     | Drapeau du Pérou     | M        | Horacio Benincasa |
|     | Drapeau du Pérou     | M        | Miguel Aucca      |
|     | Drapeau du Panama    | M        | Abdiel Ayarza     |
|     | Drapeau du Pérou     | M        | Alfredo Ramúa     |
|     | Drapeau de l'Uruguay | M        | Felipe Rodríguez  |
|     | Drapeau de l'Uruguay | M        | Mauro Da Luz      |
|     | Drapeau du Pérou     | A        | Rolando Díaz      |
|     | Drapeau du Pérou     | A        | Tiago Cantoro     |
|     | Drapeau du Pérou     | A        | Hideyoshi Arakaki |
|     | Drapeau du Pérou     | A        | Jhnonny Vidales   |

#### Grands noms
- Alfredo Ramúa, meilleur buteur du club (59 buts)[14].
- Andy Pando, meilleur buteur du championnat 2012 (27 buts).
- José Fajardo (es), meilleur buteur du championnat D2 2022 (14 buts).